# Guillermo Capetillo
Guillermo Capetillo  (Mexikóváros, 1958. április 30. –) mexikói színész és énekes.

## Élete
1958. április 30-án született Mexikóvárosban. Testvére,  Eduardo Capetillo szintén színész és énekes.

## Filmográfia

### Telenovellák
- Lo imperdonalbe (Veronica aranya) (2015) .... Padre Juan
- Amores verdaderos (Rabok és szeretők) (2012-2013) .... Nelson Brizz
- Cuando me enamoro (Időtlen szerelem)  (2010-2011) ....  Antonio Iriondo
- Soy tu dueña (A csábítás földjén, Riválisok) (2010) .... Rogelio Villalba
- Mañana es para siempre (Mindörökké szerelem) (2008-2009) .... Aníbal Elizalde Rivera / Jerónimo Elizalde
- Pablo y Andrea (2005) .... Juan Carlos Saavedra
- Misión S.O.S. (2004-2005) .... Salvador Martínez
- Tres mujeres (1999-2000) .... Manuel Toscano
- Una luz en el camino (1998) .... Rodrigo
- Pueblo chico, infierno grande (1997) .... Hermilo Jaimez
- Atrapada (1991-1992) .... Ángel Montero
- Rosa salvaje (1987-1988) .... Ricardo Linares / Rogelio Linares
- Los cuervos  (1986) .... Andrés Albán
- La fiera (1983) .... Víctor Alfonso Martínez Bustamante
- Colorina (1980) .... José Miguel Redes
- Los ricos también lloran (1979-1980) .... Alberto "Beto" López / Alberto "Beto" Salvatierra

### Filmek
- Si nos dejan  (1999)
- Quisiera ser hombre  (1988)
- La mafia tiembla  (1986)
- Ases del contrabando  (1985)
- El hijo de Pedro Navaja  (1984)
- Novia, esposa y amante  (1981)
- Frontera  (1980)
- La Sotana del Reo  (1979)